# نيمانيا بافلوفيتش
نيمانيا بافلوفيتش هو لاعب كرة قدم صربي في مركز الدفاع، ولد في 18 سبتمبر 1977 في سراييفو في البوسنة والهرسك. شارك مع منتخب صربيا تحت 21 سنة لكرة القدم. أما مع النوادي، فقد لعب مع بي أيه إس كيه بيوغراد.